# Amtsgericht Ricklingen
Das Amtsgericht Ricklingen war ein Gericht der ordentlichen Gerichtsbarkeit in Schloß Ricklingen.
Nach der Revolution von 1848 wurde im Königreich Hannover die Rechtsprechung von der Verwaltung getrennt und die Patrimonialgerichtsbarkeit abgeschafft.
Das Amtsgericht wurde daraufhin mit der Verordnung vom 7. August 1852 die Bildung der Amtsgerichte und unteren Verwaltungsbehörden betreffend als königlich hannoversches Amtsgericht gegründet.
Es umfasste den größeren Teil des Amtes Ricklingen.
Das Amtsgericht war dem Obergericht Hannover untergeordnet. Es wurde 1854 aufgehoben und sein Gerichtsbezirk dem des Amtsgerichtes Neustadt am Rübenberge zugeordnet.